# کیمن (سرده)
کِیمِن (Caiman) نام یک سرده از زیرتیره کیمن‌ها در تیرهٔ الیگاتوران است. آن‌ها در آمریکای مرکزی و آمریکای جنوبی زندگی می‌کنند.

## آرایه‌شناسی
- سردهCaiman
  - Caiman wannlangstoni†
  - Caiman venezuelensis†
  - Yacare caiman, Caiman yacare
  - Spectacled caiman, Caiman crocodilus 
    - Rio Apaporis caiman, C. c. apaporiensis 
    - Brown caiman, C. c. fuscus

  - کیمن (منقرض شده)
  - کیمن پوزه‌پهن, Caiman latirostris